# Poznaň
Poznaň (polsky Poznań s výslovností  [ˈpɔznaɲ]IPA, německy Posen, latinsky Posnania) je jedno z nejstarších a největších polských měst. Leží ve Velkopolsku na řece Wartě a je důležitým obchodním a dopravním uzlem mezi Berlínem a Varšavou. Poznaň je sídlem prvního polského biskupství, dnes arcibiskupství Poznaňské církevní provincie. Má rozlohu 262 km² a přibližně 547 tisíc obyvatel. Od roku 1999 je metropolí Velkopolského vojvodství.

## Dějiny a pamětihodnosti

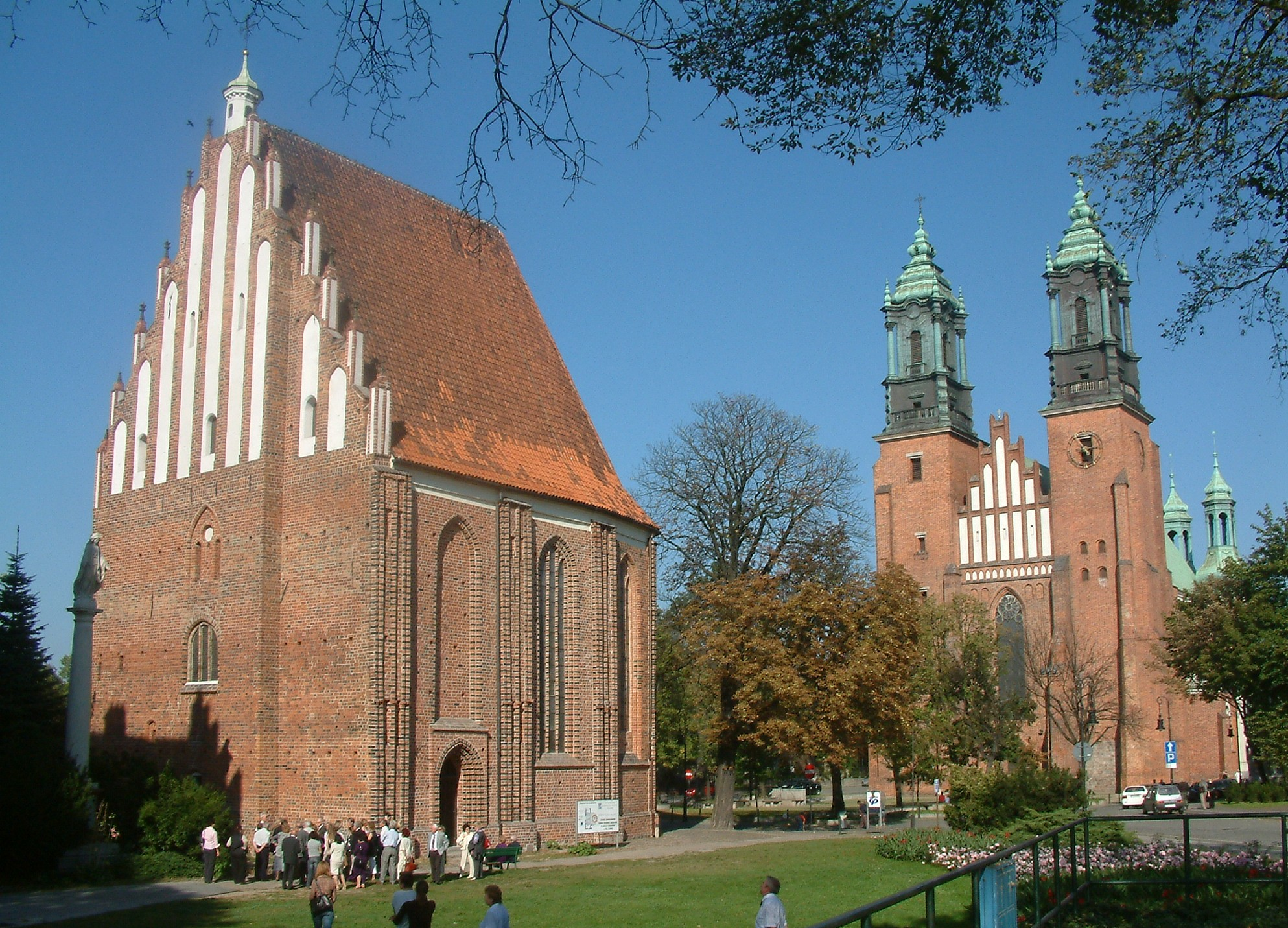
Ostrów Tumski s katedrálou

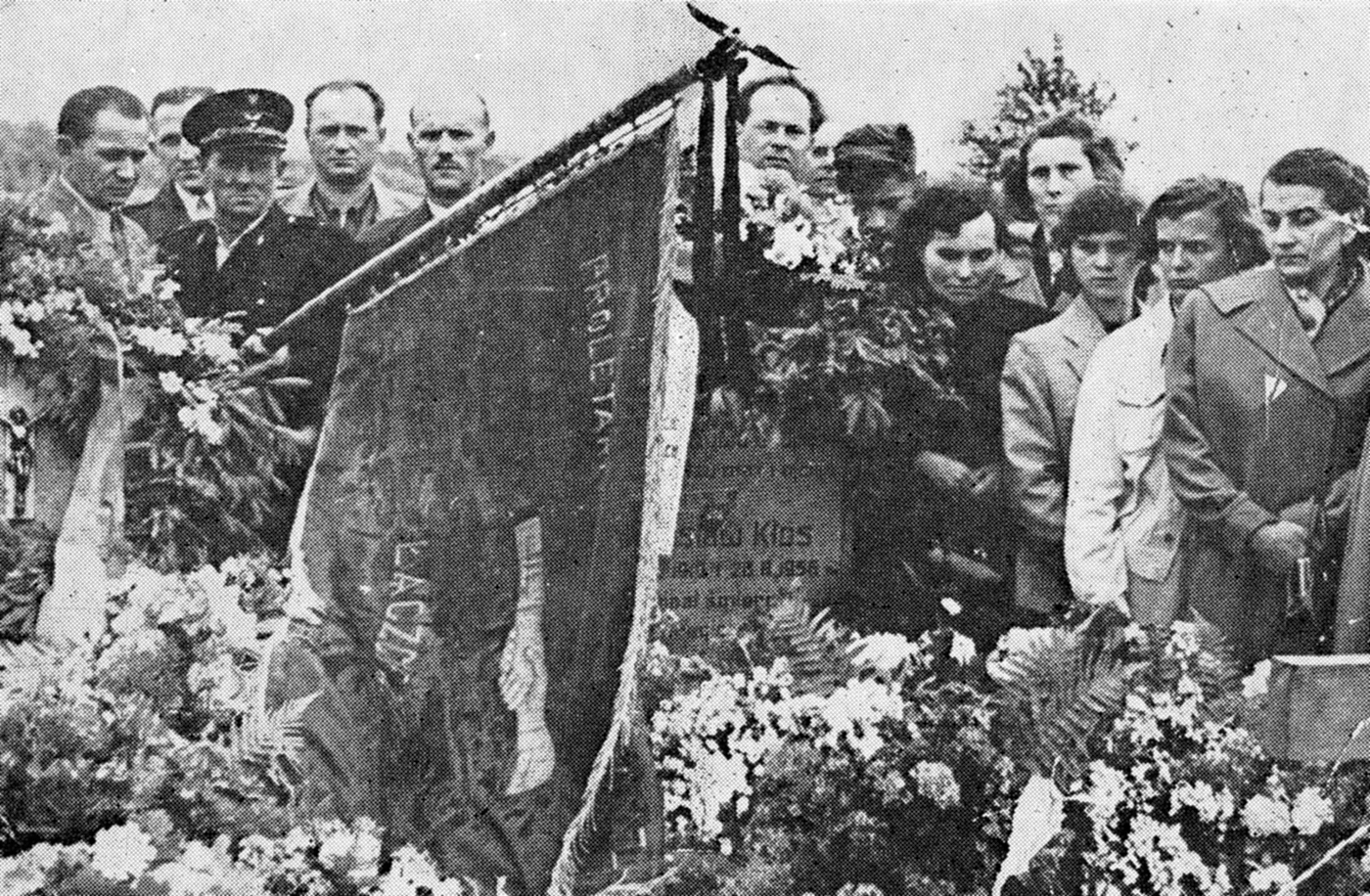
Pohřeb jedné z obětí povstání

Poznaň byla od počátku politickým, vojenským a ekonomickým centrem vznikajícího státu Polanů a podle některých historiků hlavním městem polského státu za prvních Piastovců. Nejslavnější období prožila mezi lety 968, kdy zde vzniklo první polské biskupství, a rokem 1039, kdy ji poničil výbojný český kníže Břetislav I. Poznaňská katedrála sv. Petra a Pavla na Tumském ostrově je tak nejstarší polskou katedrálou; byla mnohokrát přestavována, po 2. sv. válce byla obnovena v převládajícím gotickém slohu a od roku 1962 drží titul basilica minor.
Později Poznaň ztratila svůj politický význam, ale nadále se rozvíjela hospodářsky, zejména v době Vladislava II. Jagella. V polovině 16. století byla vybudována místní renesanční radnice s orlojem, panoráma centra města. Roku 1793 se při druhém dělení Polska město stalo součástí Pruska, po sjednocení německých států (1871) Německého císařství. Během napoleonských válek proběhlo protipruské Velkopolské povstání (1806). Druhému Velkopolskému povstání v letech 1918–1919 se podařilo prosadit připojení bývalé pruské provincie Posen k nové vzniklé 2. polské republice.
Při nacistické invazi do Polska byla Poznaň obsazena již po 10 dnech, tedy 10. září 1939. Polské obyvatelstvo, především inteligence a účastníci Velkopolského povstání, byli vystaveni systematickému teroru. V místním koncentračním táboře Fort VII zabili nacisté do roku 1945 asi 20 000 lidí. Zlikvidována byla také židovská komunita. Roku 1943 zde velitel SS Heinrich Himmler pronesl tzv. Poznaňský projev, v němž otevřeně hovořil o „konečném řešení židovské otázky“. Město bylo těžce poničeno v bojích mezi německou a sovětskou armádou (Viselsko-oderská operace) na začátku roku 1945; 23. února pak bylo město osvobozeno Rudou armádou pod velením maršála Žukova. Poznaň a Polsko v nových hranicích se tak dostaly do sovětské sféry vlivu.
28. června 1956 zde došlo k prvním masovým protestům polských obyvatel proti komunistické vládě. Poznaňské povstání (či Poznaňský červen) bylo krvavě potlačeno, bylo však předehrou k destalinizaci Polska a nástupu reformističtější Gomułkovy vlády v říjnu téhož roku.

## Kultura a vzdělání
První divadlo vzniklo roku 1808, nejvýstavnější je o sto let mladší Velké divadlo neboli Opera. V Poznani se koná nejstarší světová soutěž mladých houslistů a různé hudební, divadelní i filmové festivaly. Největším muzeem je Národní muzeum, jehož sbírky jsou umístěny na několika různých místech.
Nejstarší vysokou školou byla jezuitská kolej, založená roku 1611. Roku 1919 byla založena významná Univerzita Adama Mickiewicze, která má v současnosti okolo 50 000 studentů. Dále jsou zde univerzity Lékařská, Přírodovědecká a Ekonomická, polytechnika, několik uměleckých akademií a množství soukromých škol.

## Hospodářství

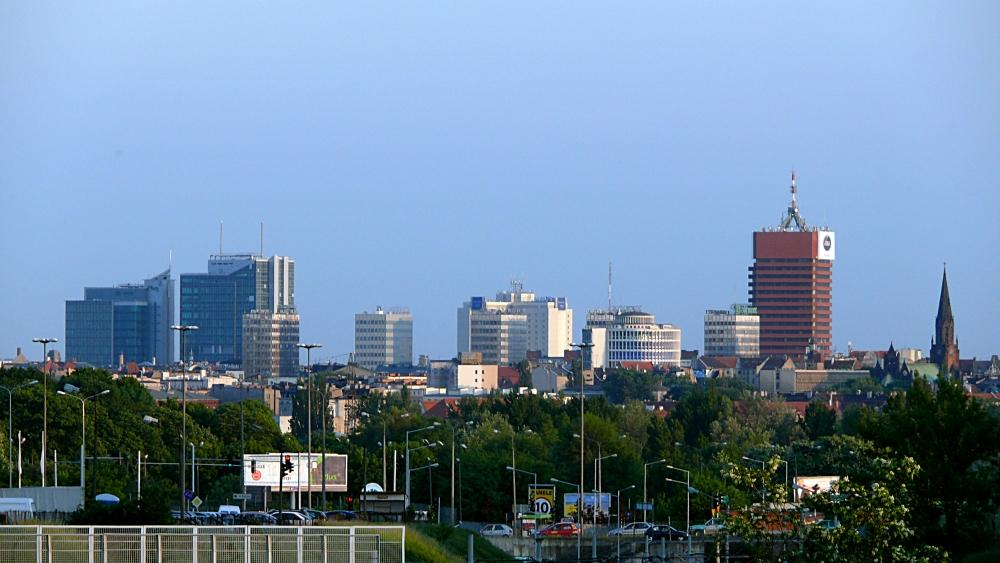
Nová zástavba poblíž centra města

V Poznani není mnoho velkých průmyslových závodů, hospodářství je proto založeno především na obchodu a službách. Sídlí zde mnoho obchodních řetězců, například v Poznani vzniklá síť supermarketů Piotr i Paweł. Také díky tomu se Poznaň dostala na 2. příčku v HDP na obyvatele, růst se ovšem s krizí roku 2008 zarazil.[zdroj⁠?!] Každoročně tu probíhá průmyslový veletrh, po MSV v Brně druhý největší ve střední Evropě.

## Doprava
Poznaň je díky své poloze mezi Varšavou a Berlínem jedním z hlavních dopravních uzlů Polska a má poměrně dobré spojení jak se zbytkem země, tak s Evropou.[zdroj⁠?!] Místní letiště Poznań-Ławica má v současnosti velký nárůst pasažérů.
Poznaň je napojena na východozápadní dálnici A2, součásti tahu E30 ze západní Evropy do Ruska. Prochází tudy také 3 státní a 4 vojvodské silnice.

První vlak přijel do Poznaně roku 1848, a to od Štětína. Postupně se Poznaň stala jedním z největších železničních uzlů střední Evropy. Vychází odtud 9 tratí (od severu ve směru hodinových ručiček): 1) na Piłu, 2) Gołańcz, 3) Hnězdno, 4) Konin a Varšavu, 5) Ostrów Wielkopolski, 6) Lešno a Vratislav, 7) Wolsztyn, 8) Berlín/Zelenou Horu, 9) Krzyż Wielkopolski a Štětín; kromě 2) a 7) jsou všechny dvoukolejné a elektrifikované. Nejvytíženější a nejrychlejší je trať na Varšavu. Hlavním nádražím je Poznań Główny; kromě toho tu existuje dalších 15 stanic a zastávek obsluhovaných osobními vlaky. Nákladní vlaky projíždějí po spojkách mimo hlavní nádraží.

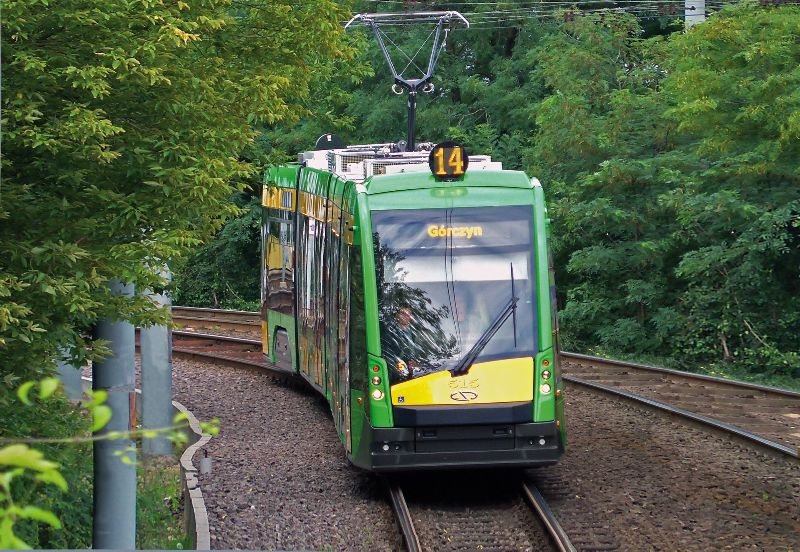
Tramvaj Solaris Tramino na poznaňské rychlodráze

### Městská doprava
Městskou hromadnou dopravu zajišťují tramvaje a autobusy. V letech 1930 až 1970 zde existovaly také trolejbusové tratě. Poznaňské tramvaje vyjely do ulic roku 1880 (koňka), resp. 1898 (elektrická tramvaj) a dnes tvoří síť o 66 km a 19 linkách. Roku 1997 byla dána do provozu tramvajová rychlodráha spojující centrum se sídlištěm Sobieského.

## Sport
Ve městě sídlí fotbalový klub Lech.

## Známí rodáci
- Přemysl II. Velkopolský (1257–1296), polský král
- Eliška Rejčka (1288–1335), česká a polská královna, druhá manželka Václava II. a Rudolfa Habsburského
- Jehuda Leva ben Becalel, "Pražský Maharal" rabín Löw (asi 1525–1609), vrchní zemský a pražský rabín
- Józef Maria Hoene-Wroński (1778–1853), filosof a matematik
- Jan Wilhelm Kassyusz (1787–1878), polský duchovní, pedagog a národní buditel
- Heinrich Caro (1834–1910), německý chemik
- Paul von Hindenburg (1847–1934), německý vojevůdce a prezident
- Arkady Fiedler (1894–1985), přírodovědec a cestopisec
- Arthur Liebehenschel (1901–1948), německý nacistický válečný zločinec
- Lili Palmer (1914–1986), německá herečka
- Zygmunt Bauman (1925–2017), polsko-britský sociolog
- Krzysztof Komeda (1931–1969), pianista a skladatel
- Anna Jantar (1950–1980), polská zpěvačka
- Halina Frackowiak (* 1947), polská zpěvačka, textařka a skladatelka
- Wojciech Fibak (* 1952), bývalý tenista
- Maciej Żurawski (* 1976), polský fotbalista

## Partnerská města
- Assen, Nizozemsko (1992)
- Brašov, Rumunsko (2003)
- Brno, Česko (1966)
- Győr, Maďarsko (2008)
- Hannover, Německo (1979)
- Charkov, Ukrajina (1998)
- Jyväskylä, Finsko (1979)
- Nábulus, Palestina (1997)
- Nottinghamshire, Spojené království (1994)
- Pozuelo de Alarcón, Španělsko (1992)
- Rennes, Francie (1998)
- Šen-čen, Čína (1993)
- Toledo, Spojené státy americké (1991)